# Conchectomia

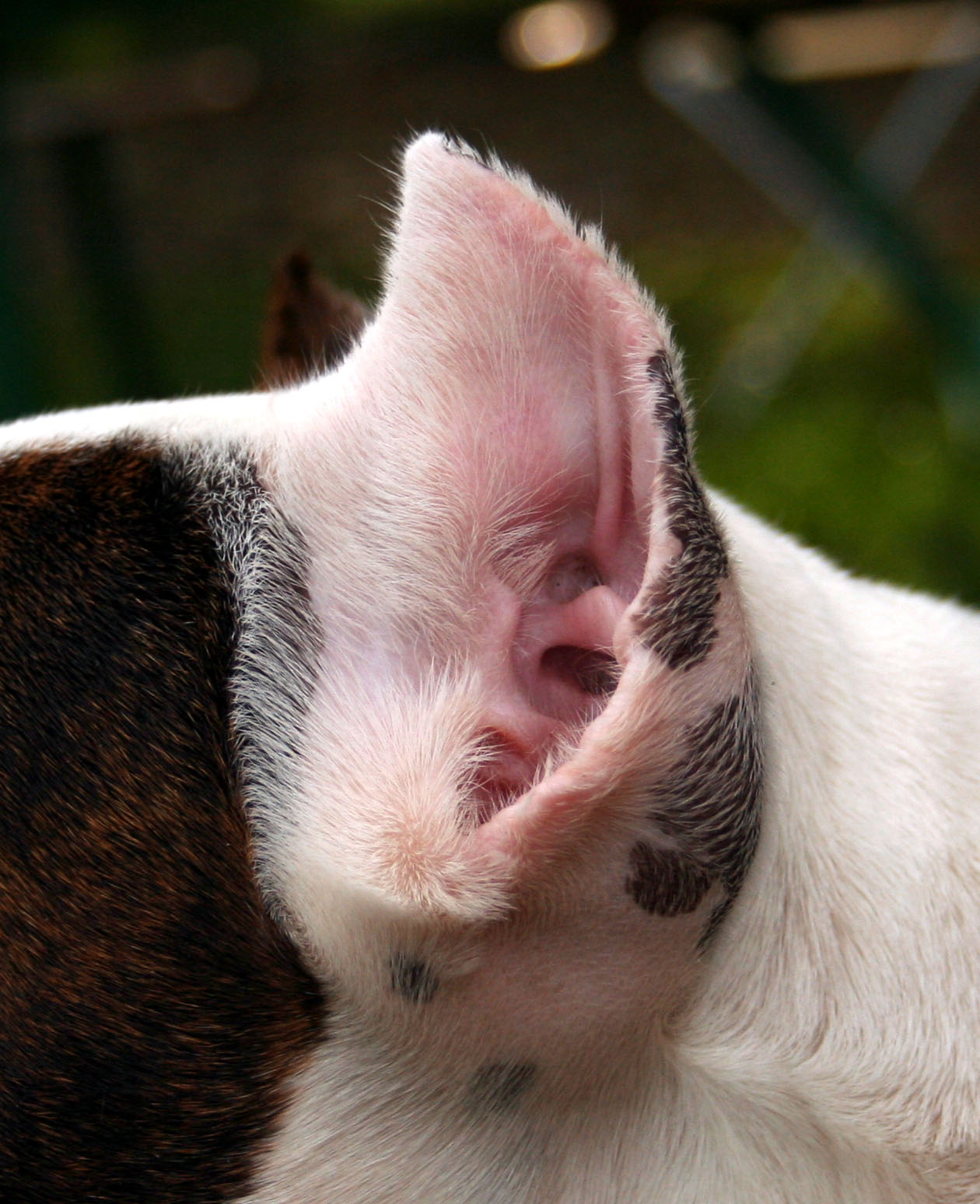
Detalhe cão da raça American staffordshire terrier com orelha cortada.

Conchectomia, também chamada de conchotomia, é um procedimento cirúrgico veterinário, que consiste em realizar o corte de orelhas de cães, geralmente para fins estéticos. Evidências apontam que a prática do corte de orelhas em cães tenha surgido há cerca de 2000 anos[carece de fontes?] com base na estátua Jennings Dog do museu britânico e similares. A prática era originalmente realizada em grandes cães que guardavam rebanhos, e neste caso o corte servia como proteção preventiva aos cães no combate contra predadores. Esta forma de uso primitiva do corte de orelhas é vista ainda hoje em cães antigos da Ásia central, a exemplo do kangal e pastor-do-cáucaso. No século XX, contudo, no ocidente o corte de orelhas começou a ser realizado por motivos estéticos, visando as exposições de cães.

## Proibição
A conchectomia, antes realizada livremente, foi proibida no Brasil em 2008 pela resolução 877 do CFMV (Conselho Federal de Medicina Veterinária),  Artigo 7º, §1º. É considerada, desde então, como mutilação de animais, juntamente com a prática do corte de cauda (caudectomia).